# SOKO - Misteri tra le montagne
SOKO - Misteri tra le montagne (SOKO Kitzbühel) è una serie televisiva austriaca di genere poliziesco, prodotta dal 2001 dalla Mungo-Film per ORF/ZDF e nata come spin-off della serie Soko 5113. In Austria, la serie viene trasmessa dall'emittente ORF 1 dal 15 novembre 2001, mentre in Germania da ZDF dal 22 gennaio 2003. In Italia viene trasmessa dalla stagione 14 a partire dal 7 gennaio 2020 su Paramount Network.

## Trama
Serie di stampo poliziesco, ambientata nella stazione sciistica austriaca di Kitzbühel, con protagonisti la poliziotta Karin Kofler e il suo collega Lukas Roither, specializzato in psicologia. Competano l'organico della stazione di polizia l'ispettore capo "Kroisy" Kroisleitner e il medico legale Nina. La squadra indaga sui casi di omicidio che si verificano a Kitzbühel e nei dintorni: spesso sono coinvolti membri dell'alta società, visto lo status di Kitzbühel come destinazione turistica popolare per personalità di spicco.
Gli agenti di polizia ricevono ulteriore sostegno dalla contessa von Schönberg e da Hannes Kofler, amici di lunga data. La Contessa è un'ospite abituale del ristorante di Kofler, che è è un famoso chef pluripremiato e gestisce un servizio di catering per l'alta società di Kitzbühel. Kofler è il padre di Karin Kofler. Tuttavia, i metodi utilizzati da Hannes e dalla Contessa per indagare sono spesso al limite della legalità, il che spesso mette i due in situazioni delicate e in alcuni casi ostacolano il lavoro della polizia ma le loro informazioni spesso aiutano a risolvere i casi di omicidio.
Alla fine della stagione 13 il maggiore Roither viene gravemente ferito e Karin Kofler si incolpa per l'accaduto. Dopo che Karin Kofler non è stata in grado di impedire un suicidio, presenta una richiesta di esenzione, che viene accolta. All'inizio della stagione 14, il tenente colonnello Karin Kofler viene quindi sostituita dal tenente Nina Pokorny,  che proviene da un'unità di polizia di Vienna, dove ha lavorato come investigatrice sotto copertura contro la criminalità organizzata. Pokorny e Roither hanno avuto un rapporto  nel passato che si riaccende nel prosieguo della serie.

## Episodi
| Stagione                 | Episodi | Prima TV Austria | Prima TV Italia |
| ------------------------ | ------- | ---------------- | --------------- |
| Prima stagione           | 6       | 2001             |                 |
| Seconda stagione         | 12      | 2002-2003        |                 |
| Terza stagione           | 12      | 2004             |                 |
| Quarta stagione          | 16      | 2005             |                 |
| Quinta stagione          | 14      | 2005-2006        |                 |
| Sesta stagione           | 17      | 2006-2007        |                 |
| Settima stagione         | 17      | 2008             |                 |
| Ottava stagione          | 12      | 2009             |                 |
| Nona stagione            | 13      | 2010             |                 |
| Decima stagione          | 13      | 2011             |                 |
| Undicesima stagione      | 12      | 2012             |                 |
| Dodicesima stagione      | 13      | 2013             |                 |
| Tredicesima stagione     | 13      | 2014             |                 |
| Quattordicesima stagione | 13      | 2015             | 2020            |
| Quindicesima stagione    | 13      | 2016             | 2020            |
| Sedicesima stagione      | 13      | 2017             | 2020            |
| Diciassettesima stagione | 15      | 2017-2018        | 2020            |
| Diciottesima stagione    | 13      | 2019             | 2020            |
| Diciannovesima stagione  | 13      | 2020             | 2023            |
| Ventesima stagione       | 13      | 2021             | 2023            |